# HMS Nonsuch (1774)
HMS Nonsuch (1774) — 64-пушечный линейный корабль 3 ранга Королевского флота. Восьмой корабль, названный Nonsuch.

## Постройка
Заказан 30 ноября 1769 года. Спущен на воду 14 декабря 1774 года на королевской верфи в Плимуте.

## Служба
Участвовал в Американской революционной войне.
1776 год — капитан Уолтер Гриффин (англ. Walter Griffin). Крейсировал в Канале.
1777 год — январь. К западу от мыса Финистерре взял мятежный приватир Charming Sally: 10 пушек, 83 человека, командир Френсис Браун (англ. Francis Brown). Приватир был приписан к Дартмуту, Массачусет-бей, находился в море пять недель, за это время взял шхуну Betsy (шкипер Уильям Кларк, англ. William Clark, рейсом из Гаспи на Ямайку), а также бриг Hannah (шкипер Били, англ. H. Bealy, рейсом с Ньюфаундленда в Лиссабон), оба с грузом рыбы.
1778 год — был при Сент-Люсии.
1780 год — капитан Джеймс Уоллес (англ. James Wallace). Июнь — у устья Луары погнался за конвоем в охранении трех фрегатов. Из них один выбросился на берег и был сожжен; шлюпки Nonsuch захватили три торговых судна.
На следующий день обнаружил новый парус. После примерно 55-мильной погони принудил к бою французский фрегат. В ходе артиллерийского боя более тяжелый британец совершенно разбил француза; тот, понеся потери 75 человек, сдался. Приз оказался 32-пушечной Belle Poule; был взят в британскую службу. Nonsuch потерял 3 человек убитыми, 10 ранеными, в том числе 2 смертельно.

1781 год — сопровождал вице-адмирала Дарби в экспедиции по снабжению Гибралтара. На обратном пути 14 мая 1781 года вступил в бой с 74-пушечным французским Actif. Ни один из кораблей не получил поддержки от своих, бой закончился вничью. Nonsuch потерял 26 убитыми и 74 ранеными.
1782 год — капитан Траскот (англ. W. Truscott), Ямайка. Был при островах Всех Святых.
После 1794 года превращен в плавучую батарею. Разобран в 1802 году.